# Буцнівська чудотворна ікона Божої Матері
Буцнівська чудотворна ікона Божої Матері Одигітрія — християнська святиня України. Копія Ченстоховської (Белзької) чудотворної ікони.
Зберігається в церкві Непорочного Зачаття Пречистої Діви Марії в селі Буцневі Тернопільського району Тернопільської області.

## Історія
Ікону в 1729 році подарував громаді церкві Непорочного Зачаття Пречистої Діви Марії тодішнього містечка Буцнів староста Матвій Цивінський.
25 січня 1737 року її чудотворність особливою грамотою підтвердив Львівський унійний митрополит Атанасій (Шептицький).
1738 року за сприянням Андрея Шумлянського в Буцневі відбулася коронація чудотворної ікони.
Війська християнських держав — Австрії, Польщі, Росії, які здобули перемогу над турками-османами поблизу Ставучан та взяттям Хотина 17(28) серпня 1739 р., перед битвою молилися до ікони Буцнівської Богородиці, про що у своїй монографії під назвою «Сводная галицко-русская летопись» описує галицький церковний та політичний діяч о. Антин Петрушевич.
Коли отці Василіяни у 1751 році відходили з Буцнева до Крехівського монастиря, то свою монастирську церкву разом із чудотворною іконою передали місцевій парохіяльній громаді.

## Опис
Ікона намальована на полотні.

## Чуда
Першим чудом було те, що Божа Мати плакала правдивими ревними сльозами на очах багатьох людей різного стану, присутніх на той час у монастирській церкві.
Відомо понад 100 чудесних зцілень.

## Вшанування
15 січня 2017 року в Буцневі відбулося святкування 280-ї річниці проголошення чудотворною Буцнівської ікони Божої Матері, на яке прибули Архієпископ і Митрополит Тернопільсько-Зборівський Василій (Семенюк), Екзарх Луцький Йосафат (Говера), декан Великоберезовицький о. Василь Брона, ректор Тернопільської семінарії о. Іван Римар та численне духовенство із довколишніх парафій разом зі своїми вірними.